# Loyal
Singles de Chris Brown featuring Lil Wayne et Tyga
Love More
(2013) New Flame
(2014)
Loyal est une chanson du chanteur américain Chris Brown sorti le 19 décembre 2013 sous format numérique comme 4e single de son 6e album X (2014). La chanson a été produite par  Nic Nac et est en featuring avec Lil Wayne et Tyga, French Montana ou Too Short selon la version du single.

## Liste des pistes
- Téléchargement numérique[1]

1. Loyal (East Coast Version) (featuring Lil Wayne & French Montana) - 4:24
2. Loyal (West Coast Version) (featuring Lil Wayne & Too Short) - 4:24
3. Loyal (Video Version) (featuring Lil Wayne & Tyga) – 4:24

## Clip vidéo
Le clip de la musique est tourné a l'Universal CityWalk avec Lil Wayne et Tyga durant le mois de février 2014. Le 21 mars 2014, Brown annonce que le clip sera dévoilé le 24 mars 2014. Ensuite, comme prévu, la vidéo sort ce jour-là avec le rappeur Tyga remplaçant French Montana ou Too Short sur la chanson. Les chanteurs Usher, Trey Songz et Ty Dolla $ign font des apparitions dans la vidéo.
En août 2020, le clip vidéo atteint le milliard de visionnages sur YouTube.